# Lubiechowa
Lubiechowa (německy Liebental, Hohenliebental) je obec v polském Dolnoslezském vojvodství. Nachází se v okrese Złotoryja a je součástí gminy Świerzawa.

## Geografie
Lubiechowa je zhruba 4,5 km dlouhá vesnice, vybudovaná podél potoka Młynka, který se po dalších necelých 3 km toku vlévá z levé strany do řeky Kačavy (Kaczawa) poblíž nedalekého správního střediska gminy Świerzawy. Lubiechowa je typická lesní lánová ves (polsky wieś łańcuchowa), jaké byly budovány v této oblasti v době saské kolonizace. Od Świerzawy je severovýchodní, nejnížeji položený okraj zástavby Lubiechowé (cca 300 m n. m.) vzdálen 2 km. Lubiechowa leží v oblasti Kačavských hor, nejvyšší vrchol severní části pohoří Okole (718 m n. m.), na jehož svazích pramení Młynka, je od jižního okraje obce v nadmořské výšce cca 500 metrů vzdálen pouze 1 km vzdušnou čarou (přibližně 2,5 km po červeně a žlutě značených turistických cestách).

## Historie
Ves byla pravděpodobně založena v polovině 13. století. První dochovaná zmínka o Lubiechowé je z roku 1305. Kníže Jindřich I. Javorský si nechal v těchto místech vybudovat lovecký hrádek, avšak již v roce 1317 jej spolu s vesnicí prodal jinému vlastníkovi. V 16. století ves získal Kašpar z rodu Zedlitzů, jemuž patřily též sousední Podgórki.

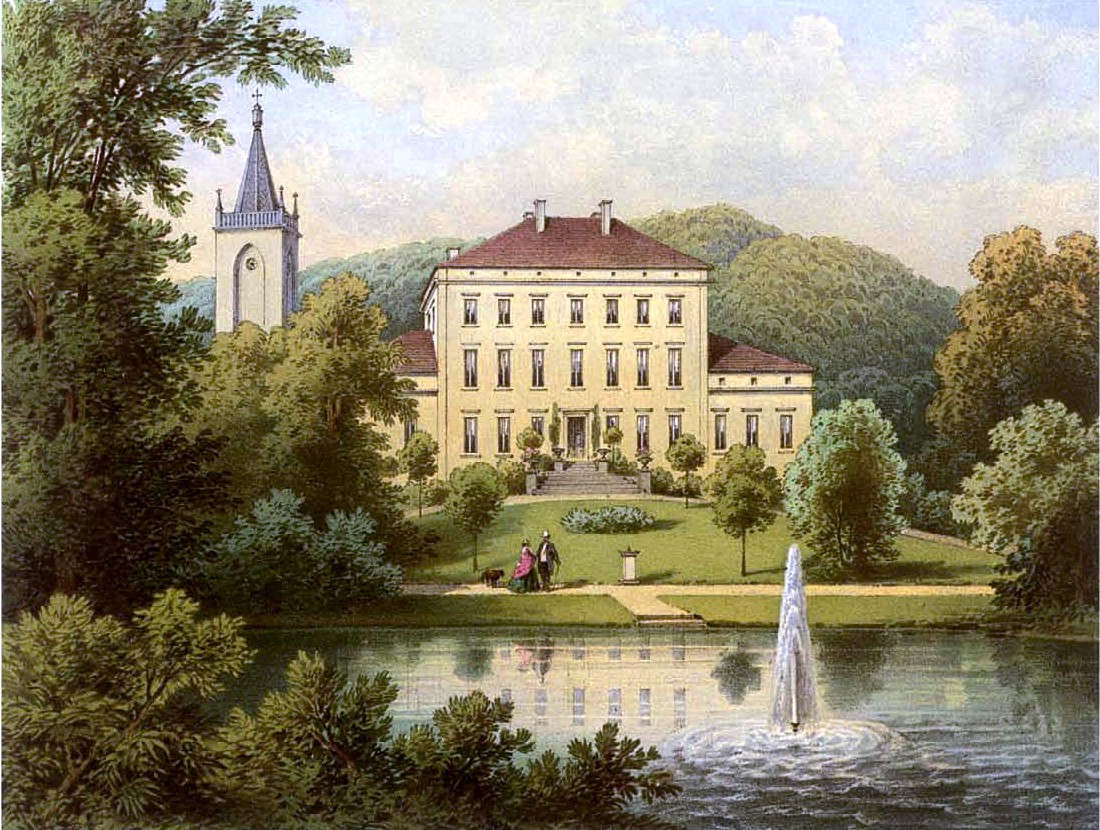
Zámek v Lubiechowé na litografii z druhé poloviny 19. století

Na počátku 19. století byla Lubiechowa bohatou vesnicí. V obci byly dva kostely, dvě školy, velký zámek, 4 poplužní dvory, 3 vodní mlýny a pila. V roce 1825 prodal baron Caspar Conrad Gottlieb von Zedlitz Lubiechowou pruskému ministrovi a královskému tajnému radovi hraběti von Bülow, od nějž ji v roce 1837 získal kníže Adam Czartoryski.
Posledním majitelem panství před koncem druhé světové války byl hrabě Ferdinand von Magnus – Eckersdorf. Po vysídlení německého obyvatelstva v roce 1945 se Lubiechowa stala součástí polského Dolního Slezska. V letech 1975–1998 obec náležela do Jeleniogórského vojvodství.

## Památky

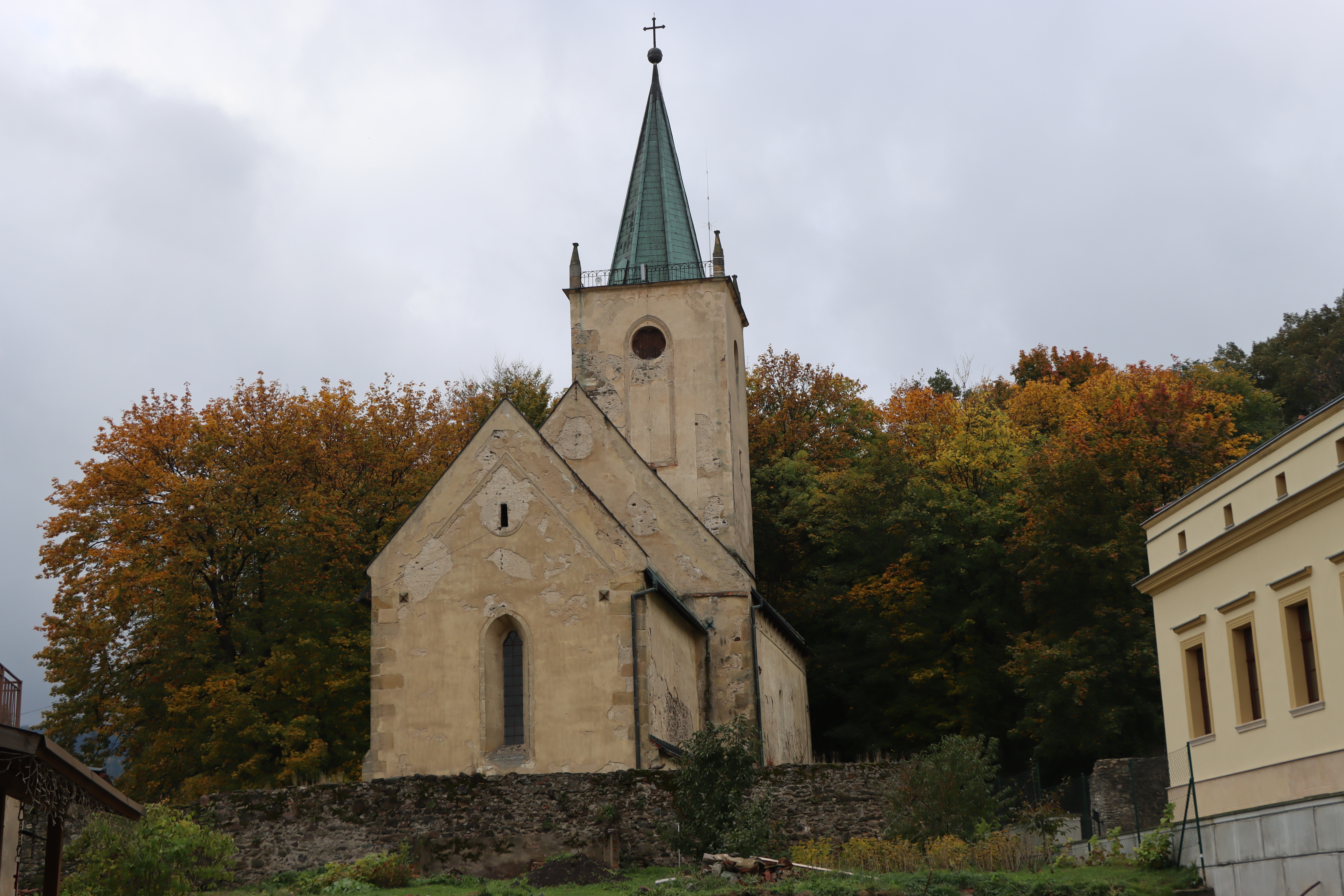
Kostel svatého Petra a Pavla

Na seznamu Národního ústavu dědictví (Narodowy Instytut Dziedzictwa) polského Ministerstva kultury je zapsáno několik významných architektonických a historických památek:
- Kostel svatých Petra a Pavla (Kościół św. Piotra i Pawła) – nejcennější architektonická památka v obci. Pozdně románský jednolodní kostel, vybudovaný v letech 1260 – 1270. Z původní stavby se dochovala kostelní loď a presbytář se sklepením, v němž se nachází žebroví se svorníky a hlavicemi, zdobenými rostlinnými motivy. V 60. a 70. letech 20. století byly v kostele objeveny cenné fresky. Nejstarší z nich pocházejí z první poloviny 14. století a zobrazují klanění Tří králů a boj svatého Jiří s drakem. Další nástěnné malby byly vytvořeny o 100 let později, v první polovině 15. století. Věž kostela je z 16. století s neogotickými prvky, doplněnými v 19. století.[1]
- Hřbitov, obranná zeď a brána – původně evangelický, později katolický hřbitov poblíž kostela. Zeď a brána pocházejí z počátku 16. století.

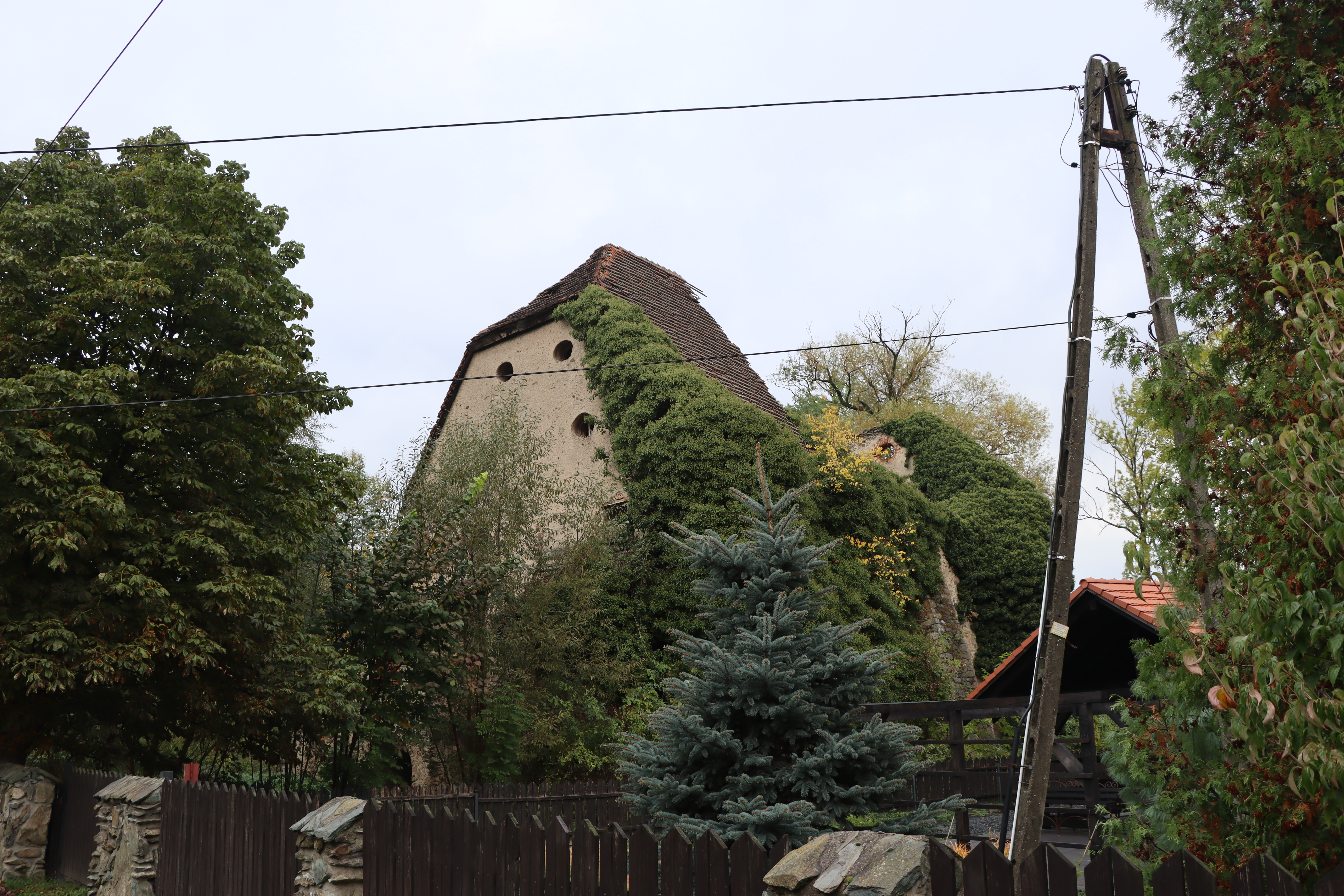
Torzo bývalého špýcharu

- Torzo bývalého špýcharuZámek s přilehlým parkem – zámek byl vybudován v lokalitě poblíž kostela v 18. století (možná na místě někdejšího knížecího hrádku, po němž však nezůstaly žádné stopy). Hrabě von Bülow nechal v roce 1825 přestavět zámek v klasicistním slohu a založil rovněž přilehlý anglický park. Po druhé světové válce zámek sloužil jako rekreační středisko polských drah, později změnil vlastníka. Zámek, zapsaný spolu s parkem na seznam polských památek od roku 1981, je zpustlý a ve špatném stavu.[3] Počátkem roku 2013 – poté, kdy oblastní správa PKP byla nucena několikanásobně snížit požadovanou cenu – zámek za 500 000 zlotých koupil Józef Żałobniak, rolník z nedalekého Sokołowce, který historický objekt začal postupně opravovat.[5]
- Bývalý špýchar, původně hospodářský dvůr či tvrz – historický objekt z přelomu 15. a 16. století, který podle některých dochovaných znaků, jako jsou střílny a příkop, mohl sloužit k obranným účelům. Stavba, v 17. století přebudovaná na špýchar, byla od druhé poloviny 20. století zpustlá a na počátku 21. století se proměnila v ruinu.[1]

## Geologická a mineralogická lokalita

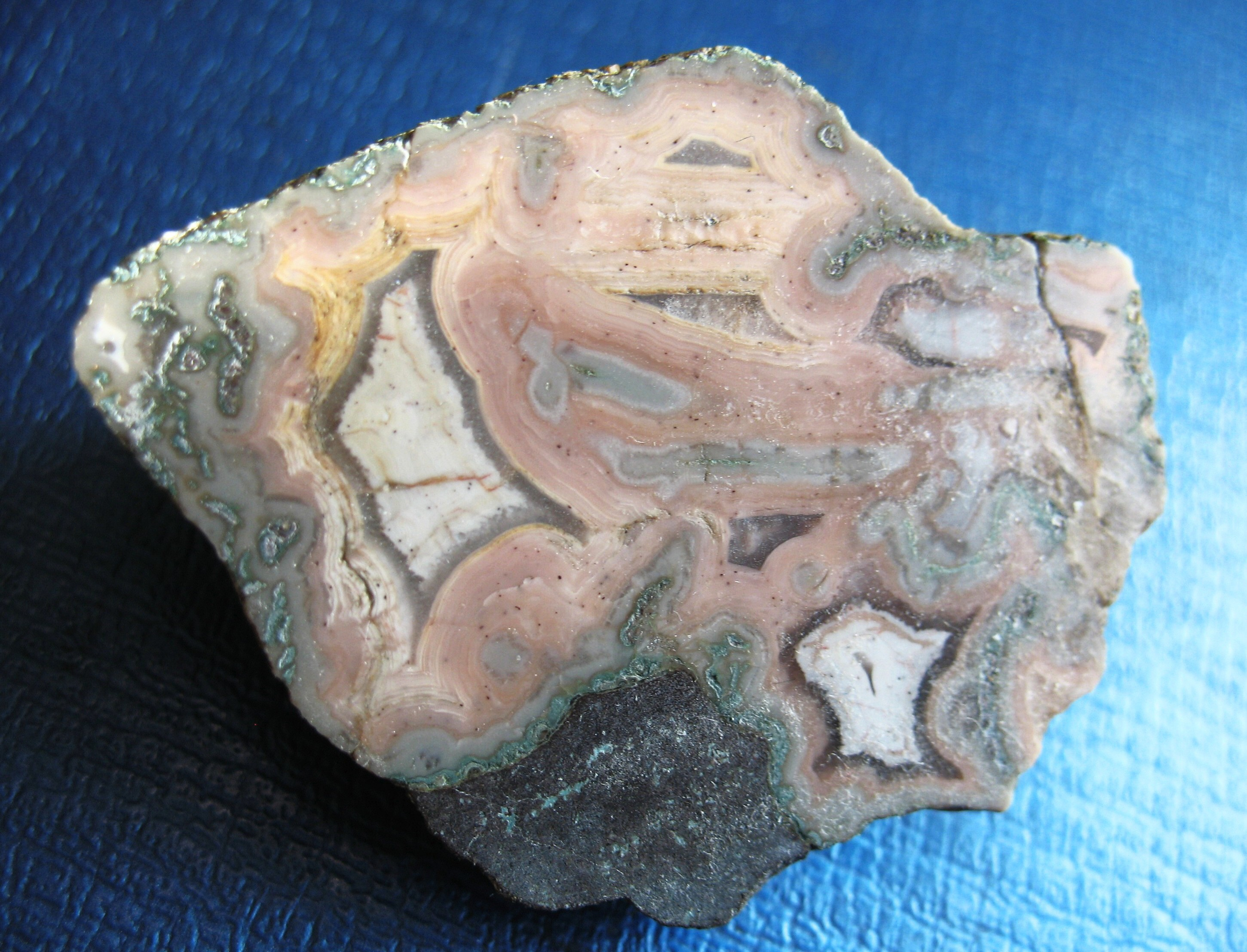
Achát z lomu u Lubiechowé

Zhruba 1 km severozápadně od středu obce, tj. od zámku a kostela, se nachází vrch Łomy, kdysi nazývaný Chmieleń (424 m n. m.). Na jeho jihovýchodních svazích je starý melafyrový lom, který je známou geologickou a mineralogickou lokalitou. Vyskytují se zde hnědošedé, zelenavé nebo nafialovělé trachybazalty neboli melafyry spodního permu. Hornina je protkána dutinkami o rozměrech zhruba od 0,5 až po 10 cm, které vznikly při úniku plynů během tuhnutí lávy.
V těchto dutinách později vykrystalizovaly druhotné minerály, zejména odrůdy křemene (SiO2), jako jsou acháty, záhnědy a ametysty. Na lokalitě se vyskytuje též kalcit, baryt, zeolity a některé další minerály. Geody, které se zde nacházejí, zpravidla mají průměr v řádu několika centimetrů, existují však i výjimečné ukázky o velikosti až 30 centimetrů.  Geologická a mineralogická lokalita u Lubiechowé je jedním ze zastavení na česko – polské dálkové naučné stezce Geotrasa sudetská.